# El Moreno
El Moreno es una localidad argentina ubicada en el Departamento Tumbaya de la Provincia de Jujuy. Está ubicada 11 km al sur de la Ruta Nacional 52.
En la localidad hay una comunidad aborigen agrupada en la Organización Sol de Mayo. En 2011 se inauguró un centro de atención turística. Ubicada a 3.600 metros, es la base para el acceso al nevado de Chañi de casi 6 mil metros.